# ورتینه
ورتینه (به صربی: Vrtine) یک منطقهٔ مسکونی در صربستان است که در راشکا واقع شده‌است. ورتینه ۱۱۷ نفر جمعیت دارد.